# Crash! Boom! Live!
Crash! Boom! Live! är en konsertvideo av den svenska popduon Roxette, släppt till VHS och Laserdisc den 19 september 1996. Den spelades in under en konsert i Johannesburg, Sydafrika, och filmades den 14 januari 1995, under turnén Crash! Boom! Bang! Live.

## Låtlista
1. "Sleeping in My Car"
2. "Fireworks"
3. "Almost Unreal"
4. "Dangerous"
5. "Crash! Boom! Bang!"
6. "Listen to Your Heart"
7. "The First Girl on the Moon"
8. "Harleys & Indians (Riders in the Sky)"
9. "Lies"
10. "The Rain"
11. "Run to You"
12. "It Must Have Been Love"
13. "Dressed for Success"
14. "The Big L"
15. "Spending My Time"
16. "The Look"
17. "Love Is All (Shine Your Light on Me)"
18. "Joyride"